# 马娅·赖卡德
马娅·赖卡德（瑞典語：Maja Reichard，1991年5月27日—），瑞典女子游泳运动员。她曾代表瑞典参加2012年和2016年夏季残疾人奥林匹克运动会游泳比赛，获得一枚金牌、二枚银牌和二枚铜牌。